# Flughafen Kocaeli-Cengiz Topel

i7
i11
i13
Der Flughafen Kocaeli-Cengiz Topel (auch Cengiz Topel Naval Air Station; türkisch Kocaeli Cengiz Topel Havalimanı; IATA-Code: KCO, ICAO-Code: LTBQ) ist ein türkischer Verkehrs- und Militärflughafen der Stadt İzmit und ein Stützpunkt der türkischen Marine. Er befindet sich etwa 2 Kilometer östlich der Gemeinde Köseköy. Es besteht eine Verkehrsanbindung an die Schnellstraße D100 und die Otoyol 4. Der Flughafen wird durch die staatliche DHMI betrieben.

## Geschichte
Das heutige Gelände wurde ab etwa 1968 von der Türkischen Luftwaffe zusammen mit der türkischen Marine als Trainingszentrum genutzt. Der Flughafen wurde 1976 als selbstständiger Marinestützpunkt eröffnet und hatte zunächst nur eine militärische Betriebserlaubnis. Er ist nach dem Piloten Cengiz Topel benannt.
Anfang 2011 wurde der Flughafen İzmit auch für den zivilen Luftverkehr geöffnet. Aktuell (Stand Februar 2024) werden keine kommerziellen Flüge von und zum Flughafen Kocaeli angeboten.